# 애니아 찰로트라
애니아 찰로트라(Anya Chalotra, 1996년 7월 21일 ~ )는 잉글랜드의 배우이다. 드라마 《원더러스트》의 제니퍼 애시먼 역과 넷플릭스 드라마 《위쳐》의 예니퍼 역으로 알려져 있다.
아버지는 인도 출신의 마단 찰로트라(Madan Chalotra), 어머니는 잉글랜드인 에이프릴(April Chalorta)이다. 사우스스태퍼드셔에서 성장했고 브루드에 있는 성 도미닉 여고(St Dominic's High School for Girls)와 런던 아카데미 오브 뮤직 앤드 드라마틱 아트, 길드홀 음악 연극 학교에서 연기를 배웠다. 《위대한 유산》, 《헛소동》, 《시련》 등의 연극에 참여했고 좋은 평가를 받았다.
2018년 넷플릭스가 제작하는 소설 원작의 판타지 드라마 《위쳐》에서 여주인공 예니퍼 역으로 캐스팅되었다. 그녀는 인터뷰에서 드라마 배역에 집중하기 위해 책은 조금 읽다가 중단했다고 말했다.

## 출연작 목록
| 연도      | 제목            | 원제                 | 배역              | 비고             |
| --------- | --------------- | -------------------- | ----------------- | ---------------- |
| 2018      | 원더러스트      | Wanderlust           | 제니퍼 애슈먼     | 미니시리즈       |
| 2018      | ABC 살인사건    | The ABC Murders      | 릴리 마버리       | 미니시리즈       |
| 2019      | 셔우드          | Sherwood             | 로빈 록슬리       | 애니메이션; 주연 |
| 2019-현재 | 위쳐            | The Witcher          | 벤거버그의 예니퍼 | 주연             |
| 2024      | 신들의 황혼     | Twilight of the Gods | 시브              | 애니메이션       |
| 2024      | 크리처 코만도스 | Creature Commandos   | 키르케            | 애니메이션       |